# 188847 Rhipeus
188847 Rhipeus este o planetă minoră (asteroid) din Asteroid troian al lui Jupiter. A fost descoperită pe 23 martie 2006 la Calvin University⁠(d) de Calvin University⁠(d). 
Obiectul prezintă o orbită caracterizată de o semiaxă mare de 5,178994435527 UAi, o excentricitate de 0,063, o înclinație de 7,1 ° în raport cu ecliptica.